# Объект (программирование)
Объе́кт в программировании — сущность в цифровом пространстве, обладающая состоянием и поведением, имеющая поля и методы. Как правило, при рассмотрении объектов выделяется то, что объекты принадлежат одному или нескольким классам, которые определяют поведение (являются моделью) объекта. Термины «экземпляр класса» и «объект» взаимозаменяемы. Аналогия: объект — то, что сделали по чертежу, класс — это чертёж.
Объект, наряду с понятием класс, является важным понятием объектно-ориентированного подхода. Объекты обладают свойствами наследования, инкапсуляции и полиморфизма.
Термин объект в программном обеспечении впервые был введен в языке Simula и применялся для моделирования реальности.

## Связанные понятия
Экземпляр класса (англ. instance) — это описание конкретного объекта в памяти. Класс описывает поля и методы, которые будут доступны у объекта, построенного по описанию, заложенному в классе. Экземпляры используются для представления (моделирования) конкретных сущностей реального мира. Например, экземпляром класса стиральных машин может быть ваша стиральная машина, имеющая следующие свойства: компания-производитель «Вятка», наименование модели «Вятка-автомат», серийный номер изделия ВЯТ454647, ёмкость 20 л. В отличие от имени класса, имя экземпляра обычно начинается со строчной буквы.
Инстанцирование (англ. instantiation) — создание экземпляра класса. В отличие от слова «создание», применяется не к объекту, а к классу. То есть, говорят: (в виртуальной среде) создать экземпляр класса или, другими словами, инстанцировать класс. Порождающие шаблоны используют полиморфное инстанцирование.
Анонимный объект (англ. anonymous object) — это объект, который принадлежит некоторому классу, но не имеет имени.
Инициализация (англ. initialization) — присвоение начальных значений полям объекта.
Время жизни объекта — время с момента создания объекта (конструкция) до его уничтожения (деструкция).

## Практический подход
За исключением прототипно-ориентированных языков вроде Lua и JavaScript, где понятие «класс» не используется вовсе, в большинстве объектно-ориентированных языков программирования (таких как Java, C++ или C#), объекты являются экземплярами некоторого заранее описанного класса.
Объекты в таких языках создаются с помощью конструктора класса и уничтожаются либо с помощью деструктора класса (например, в C++), либо автоматически с использованием сборщика мусора — например, в Java и C# (C# поддерживает деструкторы, но они вызываются сборщиком мусора), либо используя внутренний счётчик ссылок на объект и сообщения («dealloc» в Objective-C). Объект хранится в виде данных всех его полей и ссылок на таблицу виртуальных методов и RTTI своего класса. Класс определяет набор функций и служебной информации для построения объекта, в том числе необходимый объём памяти для хранения объекта.
В языке Python все значения являются объектами, даже классы. В этом языке можно построить класс, экземплярами которого будут классы. Такие классы называются метаклассами.

## Пример кода
Пример создания нового объекта и работы с ним в языке программирования Java:
```
  
// Создание экземпляра класса ArrayList с именем list

  
ArrayList
 
list
 
=
 
new
 
ArrayList
();

  

  
// Добавление экземпляров класса Integer в объект list

  
list
.
add
(
new
 
Integer
(
1
));

  
list
.
add
(
new
 
Integer
(
2
));

  
list
.
add
(
new
 
Integer
(
3
));

```

Подразумевается, что класс ArrayList уже описан в программном коде и его описание содержит определение для конструктора класса и метода add.